# FV Dudenhofen
Der FV Dudenhofen (offiziell: Fußballverein 1920 Dudenhofen e. V.) ist ein Sportverein aus Dudenhofen im rheinland-pfälzischen Rhein-Pfalz-Kreis. Die erste Fußballmannschaft der Männer spielt seit 2025 wieder in der Oberliga Rheinland-Pfalz/Saar. Die erste Fußballmannschaft der Frauen spielte ein Jahr in der Regionalliga Südwest und tritt 2017/18 in der Verbandsliga Südwest an.

## Geschichte
Der Verein wurde im Jahre 1920 gegründet. Nach der zwischenzeitlichen Auflösung nach dem Ende des Zweiten Weltkriegs erfolgte am 16. Februar 1946 die Neugründung des Vereins, der daraufhin mit dem TV Dudenhofen fusionierte. Im Jahre 1949 wurde diese Fusion wieder gelöst. Neben Fußball bietet der Verein auch Tischtennis an.

### Männerfußball
Größter Erfolg vor Kriegsende war die Mittelpfalzgaumeisterschaft im Jahre 1931. Nach Kriegsende gelang im Jahre 1966 der Aufstieg in die 2. Amateurliga Vorderpfalz. Vier Jahre später wurden die Dudenhofener Meister und schafften den Aufstieg in die Amateurliga Südwest. Nach einem sechsten Platz in der Aufstiegssaison 1970/71 musste die Mannschaft zwei Jahre später wieder absteigen. Im Jahre 1980 ging es zurück in die Kreisliga. Es folgte der direkte Wiederaufstieg, ehe die Dudenhofener im Jahre 1987 in die nunmehr Verbandsliga Südwest genannte höchste Amateurliga gelang. Dieses Mal hielt sich die Mannschaft zwei Jahre, ehe die Dudenhofener 1989 in die neu geschaffene Landesliga Ost absteigen mussten.
Zwei Abstiege in Folge brachten den Verein 1993 in die Kreisliga, ehe zwei Aufstiege in Folge die Dudenhofener 1997 zurück in die Landesliga brachten. Nach dem direkten Wiederabstieg ging es im Jahre 2001 erneut hoch in die Landesliga. Sechs Jahre später kehrte der Verein in die Verbandsliga zurück und erreichte im Jahre 2009 das Endspiel um den Südwestpokal, das gegen den FK Pirmasens mit 0:3 verloren wurde. Zwei Jahre später wurden die Dudenhofener Vizemeister der Verbandsliga Südwest hinter Arminia Ludwigshafen.
2015 konnte der Verein erneut das Finale des Südwestpokals erreichen. Vor über 1800 Zuschauern schlug man im Lokalderby das Oberliga-Team des TuS Mechtersheim. Am 13. Mai 2015 traf der FV Dudenhofen damit zum zweiten Mal nach 2009 im Finale auf den Regionalligisten FK Pirmasens. In einem bis zum Ende ausgeglichenen Spiel, musste der FV Dudenhofen in Spielminute 120 den 1:0-Siegtreffer vom FK Pirmasens hinnehmen und sich somit zum zweiten Mal gegen den Regionalligisten in einem Verbandspokalfinale geschlagen geben.
In der Saison 2016/17 konnte der Verein die Meisterschaft in der Verbandsliga Südwest und den dadurch verbundenen Aufstieg in die Oberliga Rheinland-Pfalz/Saar feiern. Nach dem sofortigen Wiederabstieg in der Folgesaison 2017/18 gelang dem Verein im Spieljahr 2019/20 der erneute Aufstieg in die Oberliga, aus der man im Spieljahr 2023/24 erneut abstieg. 2024/25 gelang wiederum die sofortige Rückkehr in die Oberliga.

### Frauenfußball
Den Fußballerinnen des FV Dudenhofen gelang im Jahre 2009 der Aufstieg in die drittklassige Regionalliga Südwest. Als Tabellenvorletzter 2010 stieg die Mannschaft prompt wieder ab und stellte zudem mit 105 Gegentoren einen Ligarekord auf. Nach einer weiteren Saison in der Verbandsliga Südwest wurde die Mannschaft aufgelöst. 2015 gründete der FV Dudenhofen die Frauenmannschaft neu.

## Persönlichkeiten
- Werner Adler
- Niels Schlotterbeck
- Olaf Schmäler
- Alfred Volk
- Jule Brand